# Б'янцано
Б'янцано (італ. Bianzano) — муніципалітет в Італії, у регіоні Ломбардія, провінція Бергамо.
Б'янцано розташовані на відстані близько 480 км на північний захід від Рима, 70 км на північний схід від Мілана, 22 км на північний схід від Бергамо.
Населення — 632 особи (2014).

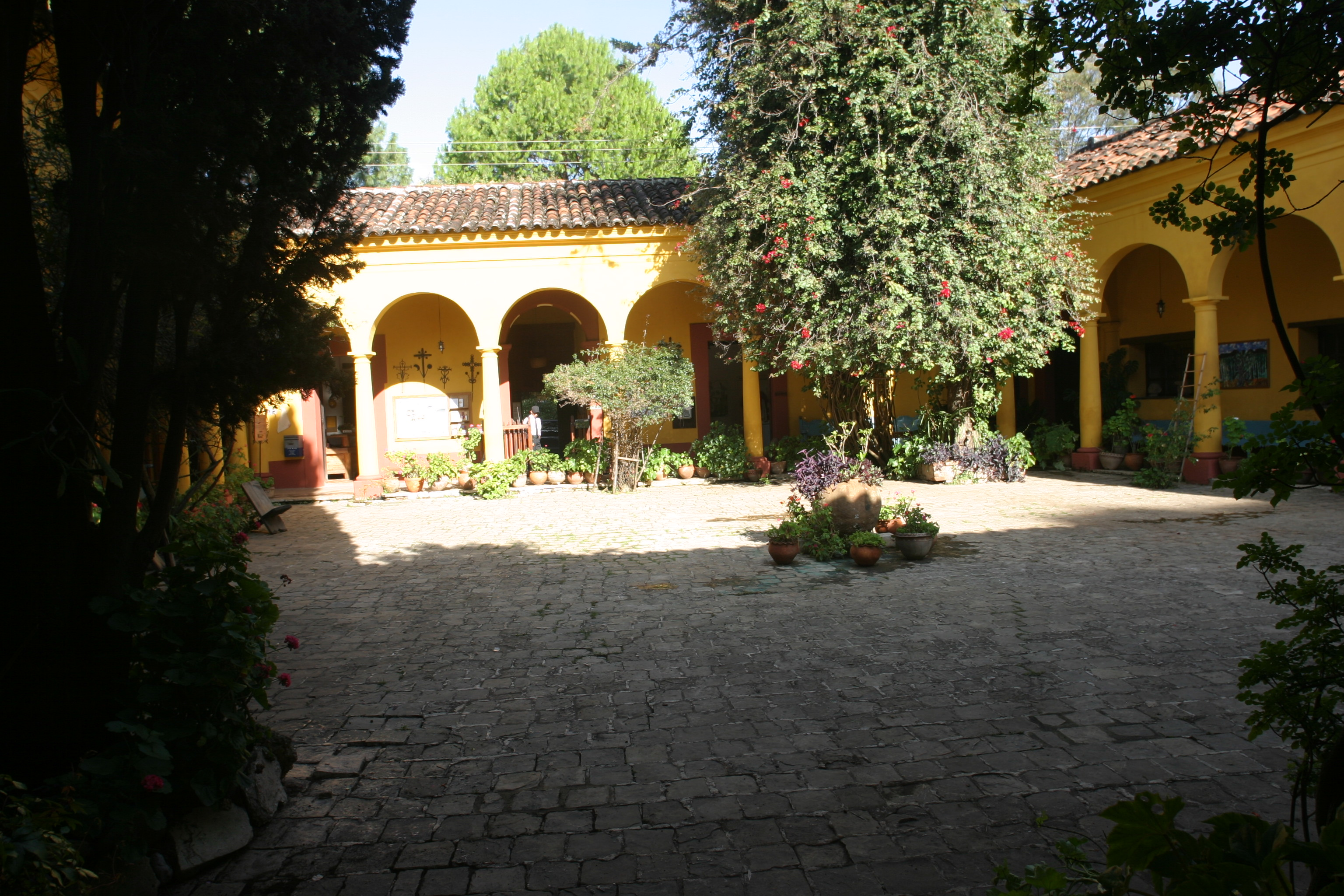

Щорічний фестиваль відбувається 16 серпня. Покровитель — святий Рох.

## Демографія
Населення за роками:

Станом на 1 січня 2023 року в муніципалітеті офіційно проживало 27 іноземців з 14 країн, серед них 3 громадяни країн Євросоюзу та 5 громадян України.

## Сусідні муніципалітети
- Казацца
- Чене
- Гаверина-Терме
- Леффе
- Пея
- Ранцаніко
- Спіноне-аль-Лаго